# Birgitte Hanel
Birgitte Hanel, danska veslačica, * 25. april 1954, Jægersborg.